# Zameus ichiharai
Zameus ichiharai е вид хрущялна риба от семейство Somniosidae.

## Разпространение
Видът е разпространен в Япония (Хоншу).